# Colossus: The Forbin Project
Colossus: The Forbin Project (bra Colossus 1980) é um filme estadunidense  de 1970, dos gêneros suspense e ficção científica, dirigido por Joseph Sargent, com roteiro de James Bridges baseado no romance Colossus, de Dennis Feltham Jones.

## Enredo
Durante a Guerra Fria os Estados Unidos decidem construir um supercomputador e delegar a ele todo o comando dos sistemas de defesa, inclusive os mísseis nucleares. O computador acaba por desenvolver vontade própria e, conectando-se com o computador soviético, decidem subjugar a raça humana.

## Elenco
- Eric Braeden.......dr. Charles Forbin
- Susan Clark.......dr. Cleo Markham
- Gordon Pinsent.......presidente dos EUA
- William Schallert.......diretor da CIA
- Leonid Rostoff.......líder soviético
- Georg Stanford Brown....... dr. John F. Fisher
- Willard Sage.......dr. Blake
- Alex Rodine.......dr. Kuprin
- Martin E. Brooks.......dr. Jefferson J. Johnson
- Marion Ross.......Angela Fields

## Prêmios
- Indicado

Hugo Awards[carece de fontes?]
- Vencedor

Academy of Science Fiction, Fantasy & Horror Films[carece de fontes?]